# Astromodélisme

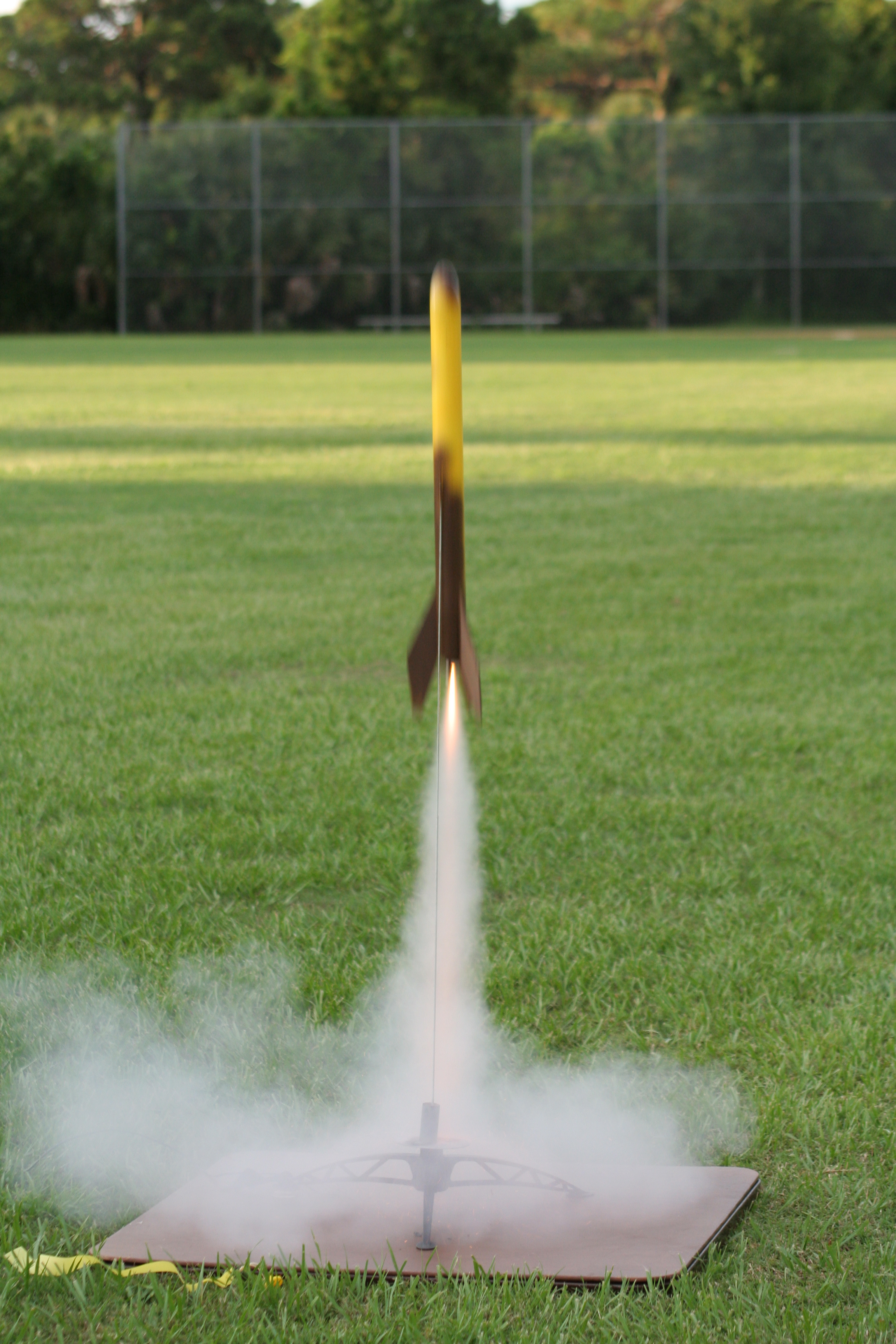
Fusée à poudre au décollage

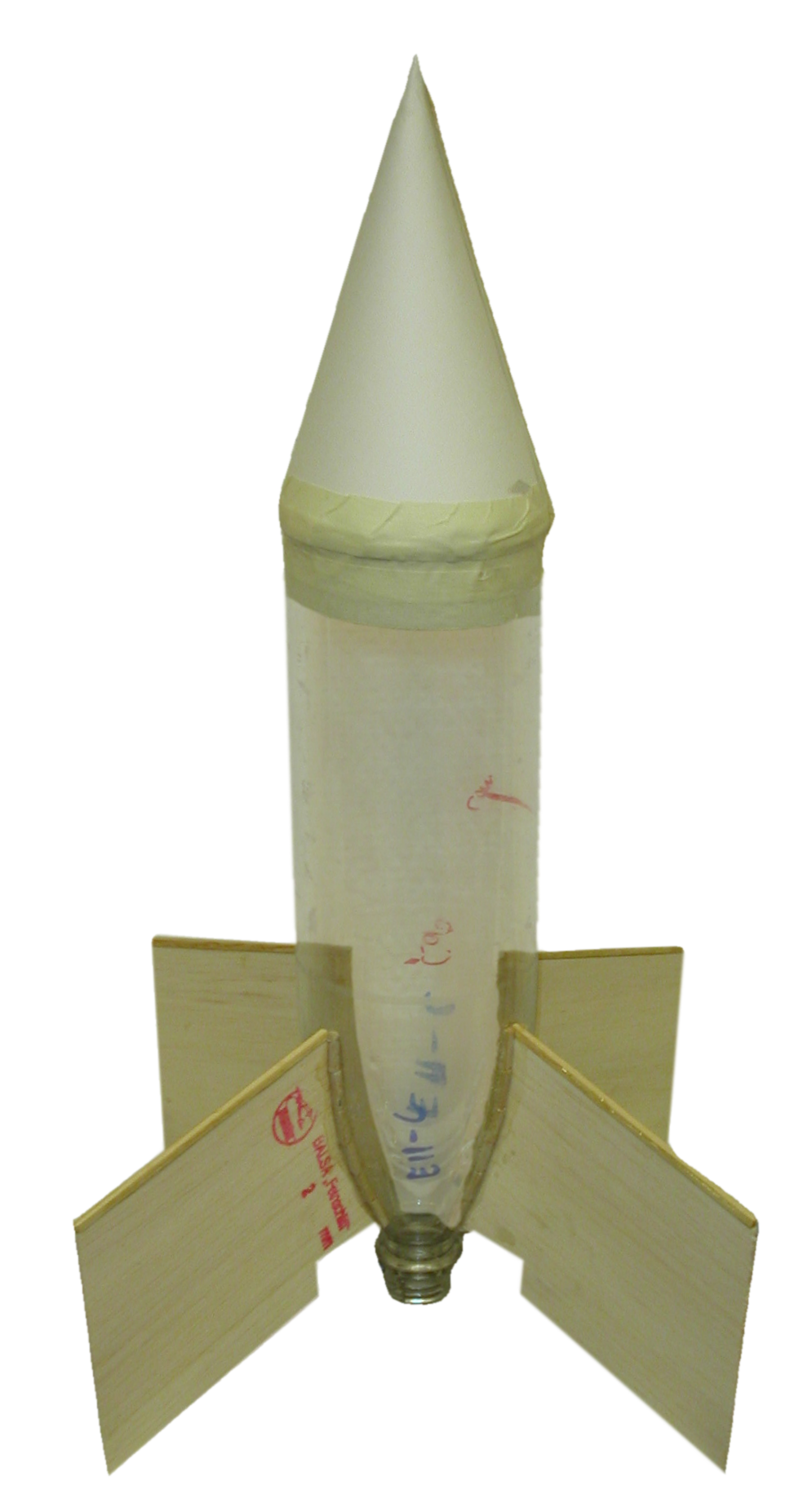
Fusée à eau

L'astromodélisme est le loisir qui consiste à fabriquer des modèles réduits de fusées et, le plus souvent, à les faire voler. Le modéliste s'intéressera surtout aux fusées spatiales « réelles », dont il réalisera des reproductions les plus fidèles possibles. Le « technicien », quant à lui, s'attachera principalement à créer et faire voler des fusées.
Bien sûr, il est possible de conjuguer ces deux activités, reproduction et vols.

## Régulation
C'est la puissance totale embarquée (voir les caractéristiques moteurs plus bas), exprimée en newton x seconde qui va déterminer la catégorie de la fusée. On considère trois catégories de puissances pour l' Astromoélisme. Les fusées basse puissance embarquent des moteurs de catégories A à D dont la puissance n'excède pas 20 N.s. Les fusées de moyenne puissance embarquent des moteurs jusqu'à G pour un total de 160 N.s. Au-delà de cette puissance la fusée est dite haute puissance et peut être propulsée par des moteurs H et supérieurs. C'est toujours la capacité totale embarquée, exprimée en newton x seconde qui va conditionner la catégorie de la fusée. Pour une fusée à plusieurs étages ou à grappe de moteurs, on doit donc additionner la totalité de la puissance de ses moteurs pour définir la catégorie à laquelle elle appartient.
Une quatrième catégorie dite expérimentale existe pour les dispositifs de propulsion à très haute puissance. La fusée GoFast, par exemple, de la CSXT, qui détient le premier record d'altitude pour une fusée amateur à atteindre l'espace a été réalisé le 17 mai 2004. Ce type de fusée appartient à la catégorie expérimentale. Les règles de lancement de fusées modèles répond à des normes différentes selon les pays.

### Règles en Amérique du Nord
En Amérique du Nord, pour ce qui est des modèles jusqu'à la moyenne puissance, le lancement est libre et auto-régulé. Les matériels sont en vente libre. Les lancements sont eux aussi libres, sous réserve de législation locale (interdiction de tir sur l'île de Montréal par exemple) et de demande d'autorisation au propriétaire du terrain de lancement. Il est uniquement recommandé d'adhérer à l'une des organisations représentatives et de suivre le code de bonne conduite qu'elles édictent.
La plus ancienne de ces associations est le "NAR" (National Association of Rocketry) qui gère cette activité aux États-Unis depuis 1957 et a compté 90 000 membres depuis sa naissance.
Au Canada, le "CAR" ou Canadian Association of Rocketry est chargé de la représentation des astro-modélistes. C'est le CAR qui est délégataire pour les amateurs du Québec.
Ces organisations sont délégataires des actions de régulation et constituent des interlocuteurs pour la puissance publique. Elles proposent aux membres enregistrés une assurance responsabilité civile. Elles exigent de leur adhérents une application stricte de leur code de bonne conduite. Ce code de bonne conduite est identique pour le CAR et le NAR
Le lancement de fusées haute puissance est soumis en Amérique du Nord au passage d'une certification. Quatre niveaux de certification - correspondant à diverses puissances - sont possibles. Cette certification peut être délivrée par le NAR ou le CAR. Des organisations complémentaires fédèrent les utilisateurs certifiés pour la haute puissance. La plus répandue à travers le monde est la "TRA" ou Tripoli Rocketry Association qui encadre l'astromodélisme de haute puissance depuis le début des années 1960. Elle compte près de 12000 membres inscrits dans le monde. Elle existe aux États-Unis, Canada (avec une préfecture au Québec), Australie, Israël ainsi que dans les préfectures de 8 pays européens dont la France.
Ces grandes organisations soutiennent des clubs très structurés et interviennent pour que le législateur réglemente le moins possible l'activité tout en promouvant une méthodologie et une pratique sécuritaire la réalisation des fusées modèle propulsées par des moteurs commerciaux ou des moteurs expérimentaux. Le Nar par exemple intervient régulièrement auprès du régulateur pour limiter les classements de produits de propulsion en produits dangereux.

### Règles en France
En France, la vente et le tir de fusées à poudre sont typiquement restreints aux micro-fusées (micro-moteurs A, B, C avec une élévation jusqu'à 150 mètres). Le tir nécessite l'autorisation du propriétaire du terrain et la couverture de l'activité par une assurance. La fusée doit obligatoirement être munie d'un système de ralentissement (parachute ou banderole). Il est interdit de faire voler des organismes vivants[réf. nécessaire]. 
Selon leur poids, puissance et altitude, certaines fusées nécessite une autorisation de la Direction générale de l'Aviation civile (gestion de l'espace aérien)[réf. nécessaire].
Par le passé, le ministère de l'Intérieur avait émis une circulaire du 7 août 1962 interdisant la réalisation et la mise en œuvre des moteurs de fusées à poudre sans contrôle, avec comme but déclaré de réduire le nombre d'accidents consécutifs à l'attrait de cette activité. Le contrôle de ces activités fut alors confié au Centre national d'études spatiales, le CNES, alors naissant. Le CNES demanda à l'Association nationale des clubs scientifiques (ANCS), renommée en 1969 Association nationale des clubs aérospatiaux (ANCS) puis Association nationale sciences techniques jeunesse (ANSTJ), et depuis 2002 intitulée Planète Sciences, de suivre ces clubs dans le développement de leurs projets, de coordonner les actions nationales et de former des animateurs. Depuis la parution du Décret n° 2008-1281 du 8 décembre 2008 relatif aux conditions de publication des instructions et circulaires NOR: PRMX0829186D, depuis le 1er mai 2009, la circulaire est abrogée. L'interdiction ci-dessus n'est donc plus en application.
En 1985, l'important développement des activités aérospatiales de jeunes qui peuvent pratiquer ces activités à partir de 8 ans, amène le ministère de l'Intérieur à diffuser une nouvelle circulaire officialisant le rôle d'aide, de suivi et de contrôle de Planète Sciences auprès de jeunes pratiquants des activités aérospatiales expérimentales[pas clair].

## Technologies
L'astromodélisme permet de mettre en œuvre les technologies suivantes :
- Conception;
- Simulations du comportement en vol;
- Construction ;
- Physique : gravité, aérodynamique, mécanique ;
- Électricité (système d'allumage) ;
- Électronique ;
- Météorologie ;
- Techniques embarquées.

On trouvera aussi dans cette activité :
- Une démarche expérimentale ;
- De la gestion de projet.

## Caractéristiques des moteurs
Les moteurs-fusées utilisés en modélisme peuvent être homologués ou expérimentaux et utiliser différentes technologies. Ils sont classés par une lettre en fonction de leur impulsion en newton.seconde (en), c'est-à-dire la force totale qu'ils exercent pendant la durée complète de leur fonctionnement.
| Classe | Impulsion totale (N.s)      |
| ------ | --------------------------- |
| A      | 1.26-2.50                   |
| B      | 2.51-5.00                   |
| C      | 5.01-10.00                  |
| D      | 10.01-20.00                 |
| E      | 20.01-40.00                 |
| F      | 40.01-80.00                 |
| G      | 80.01-160.00                |
| H      | 160.01-320.00               |
| I      | 320.01-640.00               |
| J      | 640.01-1280.00              |
| K      | 1,280.01-2,560.00           |
| L      | 2,560.01-5,120.00           |
| M      | 5,120.01-10,240.00          |
| N      | 10,240.01-20,480.00         |
| O      | 20,480.01-40,960.00         |
| P      | 40,960.01-81,920.00         |
| Q      | 81,920.01-163,840.00        |
| R      | 163,840.01-327,680.00       |
| S      | 327,680.01-655,360.00       |
| T      | 655,360.01-1,310,720.00     |
| U      | 1,310,720.01-2,621,440.00   |
| V      | 2,621,440.01-5,242,880.00   |
| W      | 5,242,880.01-10,485,760.00  |
| X      | 10,485,760.01-20,971,520.00 |

## Ordres de grandeur
Voici les caractéristiques d'une fusée moyenne :
- Hauteur : 60 cm
- Diamètre : 3 à 4 cm
- Masse : 200 grammes
- 1 moteur à propergol solide
- 1 étage
- Altitude atteinte : 250 m
- Temps de vol : 20 s
- Vitesse maximale : 200 km/h

Mais il est possible de réaliser des fusées bien différentes :
- Hauteur : 15 cm à 1,50 m
- Diamètre : 1 à 8 cm
- Masse : 20 grammes à 1 kg
- 1 à 4, 5… moteurs
- 1 à 3 étages
- Altitude atteinte : 25 à 800 m
- Temps de vol : 0 à 1 min
- Vitesse maximale : 300 à 400 km/h

Il est tout à fait possible de construire et faire voler des fusées aux caractéristiques bien différentes ; il ne s'agit là que d'ordres de grandeur.

## Filmographie, bibliographie
- Ciel d'octobre, un film basé sur un roman autobiographique de Homer Hickam retrace les aventures de jeunes amateurs de fusées pyrotechniques à Coalwood, une cité minière de Virginie-Occidentale, peu après lancement de Spoutnik 1 en octobre 1957.